# Carauari
Carauari est une municipalité brésilienne de l'État d'Amazonas .